# Braňany
Braňany är en ort i Tjeckien.   Den ligger i regionen Ústí nad Labem, i den nordvästra delen av landet, 70 km nordväst om huvudstaden Prag. Braňany ligger 255 meter över havet och antalet invånare är 1 172.
Terrängen runt Braňany är platt västerut, men österut är den kuperad. Terrängen runt Braňany sluttar norrut. Runt Braňany är det ganska glesbefolkat, med 22 invånare per kvadratkilometer. Närmaste större samhälle är Most, 6,3 km sydväst om Braňany. Trakten runt Braňany består till största delen av jordbruksmark.